# Église Saint-Cyr-et-Sainte-Julitte de Guyencourt
L'église Saint-Cyr-et-Sainte-Julitte est une église située à Guyencourt, en France.

## Description
L'édifice date du XIIe siècle, et présente à l'intérieur des fresques du XVIe siècle.

## Localisation
L'église est située sur la commune de Guyencourt, dans le département de l'Aisne.